# 乱流
| 乱流（特にその内部構造）の振る舞いを記述する理論上のモデルを構築することは可能か？ |

乱流（らんりゅう、英: turbulence）は、流体の流れ場の状態の一種。乱流でない流れ場は層流と呼ばれる。
乱流の確立した定義は現時点においても存在しないが、数学的にはナヴィエ・ストークス方程式の非定常解の集合であるということができる。層流と乱流のおおよその区別はレイノルズ数によって判断され、レイノルズ数の値が大きいと乱流と判断される。また、層流が乱流に遷移するときのレイノルズ数を臨界レイノルズ数という。
生活の中でのわかりやすい例としては水道の蛇口から流れる水がある。水道の水は流れが少ないときはまっすぐに落ちるが、少し多くひねると急に乱れ出す。このとき前者が層流、後者が乱流である。生活の中で見られる空気や水の流れはほぼ全てが乱流であるだけでなく、熱や物質を輸送して拡散する効果が非常に強いので、工学的にも非常に重要である。
乱流の数値シミュレーションは、気象予報や自動車等の空力設計からノートパソコンの冷却まで工学的には非常に幅広く利用されている。ゴルフボール表面につけたディンプルによる飛距離延伸（マグヌス効果も参照）、新幹線500系電車パンタグラフの突起による騒音低減などにも乱流の効果が応用されている。    
しかし高レイノルズ数の乱流を再現するには高い計算機性能を要求するため、スーパーコンピュータなどHPC（高性能計算）の重要な用途の一つになっている。

## 例
乱流の例を以下に挙げる。自然界で見られる流れや、工業製品に応用される流れはほとんど乱流であり、層流のほうがむしろ例外である。

### 気象・大気力学
- 乱気流
- 地球大気圏における境界層
- 対流圏上層部のジェット気流
- 積雲
- メキシコ湾流

### 天文学
- 太陽の光球
- 星雲
- 太陽風が地球に吹いて地球の風下にできる後流
- 微視的乱流

### 工学・その他
- 乱流翼
- ナックルボール
- マイクロファイバーによる乱流摩擦抵抗低減効果
- 飛行機の翼の表面にできる境界層
- 燃焼
- パイプライン中の天然ガスや石油の流れ
- 川や運河の水の流れ
- 船や車、潜水艦や飛行機の後ろにできる後流
- 煙突から立ち上る煙

## 性質
乱流には以下のような性質がある。
不規則性乱流の解析は決定論ではなく、統計的手法による。
拡散性乱流では乱流粘性によって、運動量、熱、質量等の輸送量（流束）が層流に比べ増える。
レイノルズ数が大きいことレイノルズ数が十分大きくなると、運動方程式の粘性項と慣性項の相互干渉に関連した不安定性がもとで乱流が起こる。
3次元の渦運動乱流の特徴の一つとして強い渦度変動が挙げられる。また3次元的であることも重要な性質で、2次元の乱流には渦を維持するメカニズムがはたらかず、ランダムな渦度変動を維持することができず消えてしまう。
散逸性粘性によるせん断応力仕事によって乱流の運動エネルギーは消費され内部エネルギーに変わる。そのため乱流を維持するためにはこの損失を補填する継続的なエネルギー供給が必要である。
連続性特殊な場合を除いて、乱流で生じる最小の長さスケール（コルモゴロフのスケール）でも分子運動の長さスケールよりは十分に大きい。
乱流は「流れ」という現象である乱流は流体の性質ではなく、流れの一つの現象である。流体の種類（気体・液体、分子構造）が何であっても乱流の主な動力学的性質は同じである。
多重スケール、エネルギーカスケード2つの波数モードが結合して別のモードの運動が誘起される。このため、流れに注入されるエネルギーが大きなスケールから、粘性による散逸が支配的になる小さなスケールに伝達され、広いスケール範囲にエネルギーが分布する。これは、大きな渦が壊れて少し小さな渦になり、さらにその渦が壊れより小さな渦になるというイメージで説明される。
粘弾性流体との類似性層流状態の粘弾性流体と、乱流状態のニュートン流体（を粗視化してみた流れ）とが示す振る舞いが似ていることが指摘されている。

## 乱流モデル
| 乱流（特にその内部構造）の振る舞いを記述する理論上のモデルを構築することは可能か？ |

乱流は様々な場面で存在するため、数値流体力学においてもその解析は必須である。しかし上記の性質のために、解析には困難が多く、特に直接数値シミュレーションは計算資源の要求が高いので、代わりに乱流をモデル化する必要がある。
- RANS
- LES（英語版）
- DES（detached eddy simulation）